# Селишня (Гришинское сельское поселение)
Селишня — деревня в Оленинском муниципальном округе Тверской области.

## География
Находится в юго-западной части Тверской области на расстоянии приблизительно 18 км на восток-юго-восток по прямой от административного центра округа поселка Оленино.

## История
В 1859 году здесь (деревня Бельского уезда Смоленской губернии) было учтено 5 дворов в деревне и 4 в одноименном сельце, в 1939 — 26. До 2019 года входила в состав ныне упразднённого Гришинского сельского поселения.

## Население
Численность населения: 54 человека в деревне и 11 в сельце (1859 год), 7 (русские 100 %) в 2002 году, 6 в 2010.